# Brezje, Rožek
Brezje (nemško Pirk) je naselje v Občini Rožek v Okraju Beljak-dežela na Koroškem v Avstriji.